# 路德維希菊石
路德維希菊石（學名：Ludwigia），又名洛德威菊石，是生存在中侏羅世海洋中的一屬菊石。其化石分布於歐洲、伊朗和突尼西亞等地。

## 特徵
路德維希菊石的殼體具有微彎而分岔的肋條，肋條非常突出，但隨著年紀增長，其外環會愈來愈光滑，致使肋條變得較不明顯。其平坦的腹側上具有單一的腹稜。牠們的外觀和其近親葛拉佛菊石十分相似。

## 物種[2]
- Ludwigia murchisonae Sowerby, 1825

## 外部連結
- Biolib （页面存档备份，存于）
- Encyclopaedia of Life （页面存档备份，存于）